# Point neutre artificiel
Un point neutre artificiel  (appelé aussi transformateur de mise à la terre ou générateur homopolaire ) est un dispositif utilisé dans les systèmes de distribution électrique triphasés pour fournir un point neutre au réseau électrique dans le cas où la source d'alimentation principale (générateur ou transformateur) n'a pas de connexion à la terre appropriée. Son impédance homopolaire participe à la limitation du courant de défaut monophasé. Elle peut prendre la forme de
- Une bobine zigzag ZN
- Une bobine étoile-triangle Ynd, avec résistance extérieure insérée dans le triangle
- Un transformateur des auxiliaires adapté, soit avec un enroulement primaire en zigzag Znyn, soit avec un enroulement supplémentaire en triangle avec résistance extérieure insérée dans le triangle (Ynyn(d))

## Liens externes

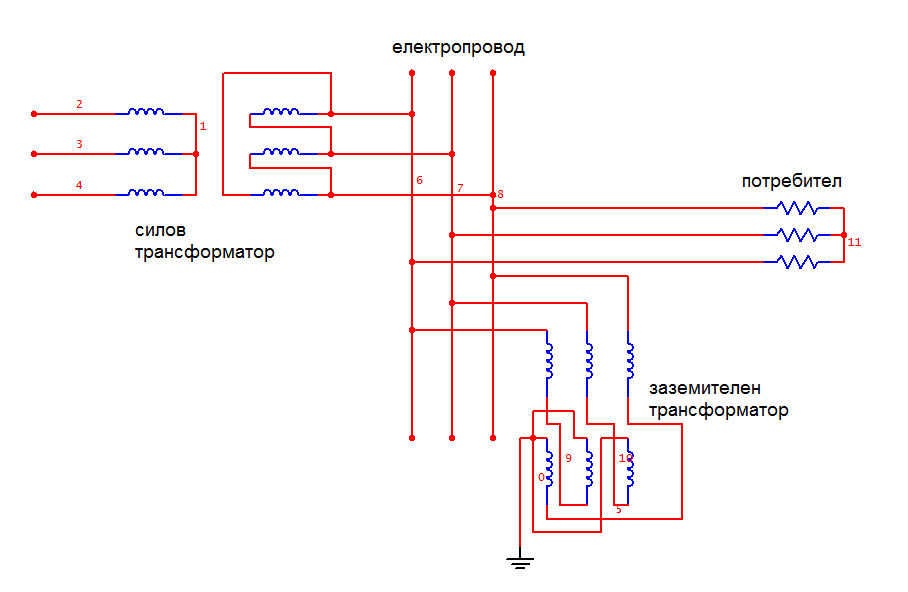
Point neutre artificiel sous forme de bobine zigzag